# Dekanat chęciński
Dekanat chęciński – jeden z 33 dekanatów rzymskokatolickiej diecezji kieleckiej. Tworzy go 10 parafii:
- Brzegi – pw. św. Mikołaja
- Chęciny – pw. św. Bartłomieja Ap.
- Chomentów – pw. św. Marii Magdaleny
- Korytnica – pw. św. Floriana
- Łukowa –pw. NMP Królowej
- Polichno – pw. Matki Bożej Anielskiej
- Sobków – pw. św. Stanisława b. m.
- Starochęciny – pw. św. Stanisława
- Wola Murowana – pw. NMP Nieustającej Pomocy
- Wolica-Tokarnia – pw. Maksymiliana Marii Kolbego